# Espinosa de Cervera
Espinosa de Cervera – gmina w Hiszpanii, w prowincji Burgos, w Kastylii i León, o powierzchni 29,62 km². W 2011 roku gmina liczyła 98 mieszkańców.